# Célé
De Célé is een zijrivier van de rivier de Lot. De rivier stroomt in het departement Lot, in de regio Occitanie. Hij stroomt langs de grotere plaatsen Bagnac-sur-Célé en Figeac. De Célé heeft net als de Lot een breed dal uitgesleten door het glooiende landschap.
- Virtual International Authority File: 518151595758805470004